# تو هولواي
تو هولواي (بالإنجليزية: Tu Holloway)‏ مواليد 21 أغسطس 1989 في هيمبستيد، هو لاعب كرة سلة أمريكي. بدأ مسيرته الاحترافية في سنة 2012. يحمل الرقم 0. يبلغ طوله 6 قدم 0 بوصة (1.8 م).

## المسيرة الاحترافية
لعب مع أتلتيكوس دي سان جرمان في سنة 2014، ثم لعب مع نادي جاورس دي لارا لكرة السلة في سنة 2014، ثم لعب مع جويرينو فانولي باسكت في الدوري الإيطالي في موسم 2016–2017.

## روابط خارجية
- تو هولواي على موقع كرة السلة الأوروبية.كوم (الإنجليزية)
- تو هولواي على موقع كلية كرة السلة في سبورتس رفرنس.كوم (الإنجليزية)
- تو هولواي على موقع ريلجم (الإنجليزية)
- تو هولواي على موقع بروبوليرز (الإنجليزية)
- تو هولواي على موقع سبورتس رفرنس (الإنجليزية)
- تو هولواي على موقع سبورتس رفرنس (الإنجليزية)